# Albert Hanlin Crews

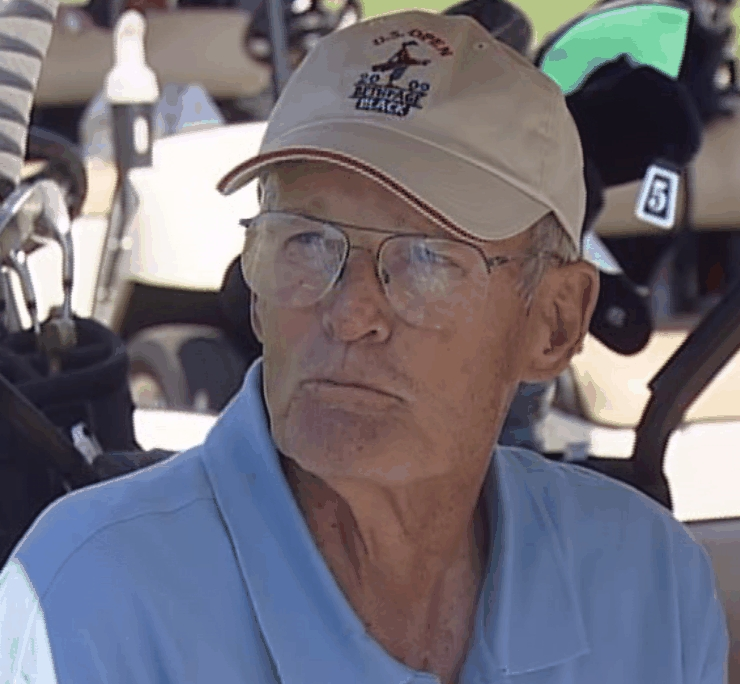
Al Crews in San Diego, 2009

Albert Hanlin Crews (* 23. März 1929 in El Dorado (Arkansas); † 7. Juni 2025) war ein Colonel der United States Air Force (USAF) und  USAF-Astronaut, der aber keinen Raumflug absolvierte.
Crews erhielt 1950 den Bachelor of Science an der University of Louisiana at Lafayette in Chemieingenieurwesen und 1959 den Master of Science in Luft- und Raumfahrttechnik am Air Force Institute of Technology. Er wurde am 20. April 1962 in der zweiten Gruppe der Dyna-Soar-Astronauten ausgewählt und im gleichen Jahr am 20. September als Dyna-Soar-Pilot. 1963 wurde das Projekt Dyna-Soar beendet und am 12. November 1965 wurde Crews für die erste Gruppe an Astronauten der Manned Orbiting Laboratory (MOL) ausgewählt. Im Juni 1969 mit der Beendigung des MOL-Projektes wechselte Crews zur NASA am Lyndon B. Johnson Space Center in den Bereich Flight Crew Directorate. Er blieb als Pilot bei der NASA und flog dort Flugzeuge wie Super Guppy und Martin B-57 Canberra. Zusätzlich arbeitete er am Shuttle Avionics Integration Laboratory bis zu seiner Pensionierung im Alter von 65 Jahren.